# Galeazzo Benti
Galeazzo Benti (eigentlich Geleazzo Bentivoglio, * 6. August 1923 in Florenz; † 20. April 1993 in Bracciano) war ein italienischer Schauspieler.

## Leben
Benti stammt aus einer vornehmen emilianischen Familie, die in die Toskana gegangen war. Mit knapp zwanzig Jahren debütierte er beim Film, zunächst als Zeichner und Bühnenbildner; eines seiner ersten Engagements als Darsteller für Sergio Tofanos Gian Burrasca zeichnete seinen schauspielerischen Weg vor: den in seiner falschen Bescheidenheit furchtbar albernen und langweilenden Snob, den er zeit seiner Karriere verkörperte. Neben diesen Filmrollen arbeitete Benti aber auch für das Radio und trat in Revuen wie Ritorna Za-Bum (in der Saison 1943/1944) neben Alberto Sordi auf, in der er seinen Typus verfeinerte. Ebenfalls unter Regisseur Mario Mattòli spielte er in Soffia so'… n.2, einem der ersten Erfolge des vom Faschismus befreiten Italien. Es folgten Imputati… alziamoci! neben Rossano Brazzi und Olga Villi und im  Jahr darauf das von Oreste Biancoli geschriebene und inszenierte Un anno dopo neben Totò, in dessen Filmen Benti auch seine Rollen am wirkungsvollsten ausspielen konnte.
In der Saison 1948/1949 spielte er in Mailand am „Medionalum“; sein wohl größter Bühnenerfolg war 1952 die Karikatur eines schottischen Offiziers in La piazza; mit dessen Autor Michele Galdieri blieb er auch weiterhin künstlerisch verbunden. Zu Ende der 1950er Jahre ging er für einige Zeit nach Venezuela, um in Fernsehprogrammen für italienische Auswanderer zu spielen. Erst 1979 kehrte er in sein Heimatland zurück (Ettore Scola hatte ihn in Die Terrasse besetzt) und verstärkte wieder seine darstellerische Aktivitäten, vor allem für den Bildschirm.

## Filmografie (Auswahl)
- 1942: Bengasi
- 1952: Die Helden des Sonntags (Gli eroi della domenica)
- 1954: Ein Amerikaner in Rom (Un americano a Roma)
- 1954: Angela, die Teufelin (Angela)
- 1979: Die Terrasse (La terrazza)
- 1989: Spiel mit dem Tod (Gioco al massacro)
- 1991: Il conte Max